# Особливі доручення
«Особливі доручення» (рос. Особые поручения) — книга Бориса Акуніна, яка складається з двох повістей: «Піковий валет» («Пиковый валет») та «Декоратор» («Декоратор»).

## Сюжет

### Піковий валет
Події відбуваються у 1896 році. До Москви на «гастролі» прибуває банда шахраїв, які після афер залишають за собою карти пікового валета. Вони провели геніальну авантюру під носом у генерал-губернатора Москви, князя Долгорукого. Дізнавшись про те, що насправді то були шахраї Долгорукий призначає зловити їх своїй людині, чиновнику особливих доручень Ерасту Петровичу Фандоріну.
Знайти грабіжників Ерасту Петровичу допомагає Анісій Тюльпанов.

### Декоратор
1889 рік. У Москві знайдено декілька трупів жінок, поліція підозрює, що в місті орудує серійний маніяк. Найцікавіше те, що статевого насильства над жертвами не було, проте в усіх жертв вирізані внутрішні органи та розкладені немовби страхітлива декорація. Фандорін підозрює, що цей маніяк ніхто інший, як лондонський Джек-Різник, котрий перебрався до Москви.
Зрештою Фандорін знаходить убивцю, але платить за це велику ціну.

## Історична основа
У Гіляровського Володимира Олексійовича описаний випадок з бандою грабіжників «Пікових валетів». Саме вони стали прототипами акунінських «валетів».